# Шарл Симон
Шарл Симон (Антверпен, 27. септембар 1906. — 5. август 1979) био је белгијски фудбалер.

## Каријера
Играјући као играч средине терена Ројал Антверпена, Шарл Симон је био шампион Белгије 1929. и 1931. Такође је играо 10 пута за национални тим Белгије 1931. и 1934.